# Chiara Costazza
Chiara Costazza (Cavalese, 6 maggio 1984) è un'ex sciatrice alpina italiana.

## Biografia
Slalomista pura originaria di Pozza di Fassa, gareggiava per il Gruppo Sportivo Fiamme Oro e per la nazionale italiana.

### Stagioni 2000-2008
Attiva in gare FIS dal dicembre del 1999, ha esordito in Coppa Europa l'11 febbraio 2000 all'Abetone (7ª) e ha ottenuto il primo risultato di rilievo ai Campionati italiani del 2000, vincendo – appena sedicenne – la medaglia di bronzo. Ha debuttato in Coppa del Mondo il 22 dicembre 2002 a Lenzerheide, senza completare la prova, e ai Campionati mondiali a Bormio/Santa Caterina Valfurva 2005, senza concludere la prova. Il 15 dicembre 2005 ha ottenuto a Zoldo il suo primo podio in Coppa Europa (2ª); nella stessa stagione ha esordito ai Giochi olimpici invernali a Torino 2006, classificandosi 8ª, mentre ai Mondiali di Åre 2007 non ha concluso la prova.
Nella stagione 2007-2008 ha ottenuto il primo podio in Coppa del Mondo, piazzandosi 3ª a Reiteralm il 10 novembre dopo aver ottenuto il migliore tempo nella prima manche. Il 29 dicembre 2007 a Lienz ha ottenuto la sua unica vittoria, nonché ultimo podio, in Coppa del Mondo, a distanza di dieci anni dall'ultima vittoria italiana nella specialità, ottenuta da Lara Magoni nel 1997.

### Stagioni 2009-2019
Agli inizi della stagione 2008-2009, ad Aspen, è stata vittima di una caduta che le ha causato una lesione del tendine di Achille. L'infortunio l'ha tenuta a lungo lontano dalle competizioni; soltanto a novembre 2009 è riuscita a tornare alle gare; ha quindi partecipato ai XXI Giochi olimpici invernali di Vancouver 2010, senza concludere la prova. Nel 2013 ha gareggiato ai Mondiali di Schladming, chiudendo la prova al 14º posto. Nel 2014 ha partecipato ai XXII Giochi olimpici invernali di Soči 2014, senza concludere la gara; l'anno dopo ai Mondiali di Vail/Beaver Creek 2015 è stata 16ª nello slalom speciale e il 19 febbraio dello stesso anno ha ottenuto a Bad Wiessee la sua unica vittoria, nonché ultimo podio, in Coppa Europa.
Nella rassegna iridata di Mondiali di Sankt Moritz 2017 non ha completato lo slalom speciale ed è stata 5ª nella gara a squadre; ai XXIII Giochi olimpici invernali di Pyeongchang 2018, sua ultima presenza olimpica, si è classificata 9ª nello slalom speciale e 5ª nella gara a squadre. L'anno dopo ai Mondiali di Åre, suo congedo iridato, è stata 20ª nello slalom speciale; si è ritirata al termine di quella stessa stagione 2018-2019 e ha disputato la sua ultima gara in Coppa del Mondo il 16 marzo a Soldeu, senza completarla, mentre la sua ultima gara in carriera è stata lo slalom speciale dei Campionati italiani 2019, il 22 marzo a Cortina d'Ampezzo, nel quale la Costazza ha vinto la medaglia di bronzo.

## Palmarès

### Coppa del Mondo
- Miglior piazzamento in classifica generale: 27ª nel 2008
- 2 podi:
  - 1 vittoria
  - 1 terzo posto

#### Coppa del Mondo - vittorie
| Data             | Località | Paese   | Specialità |
| ---------------- | -------- | ------- | ---------- |
| 29 dicembre 2007 | Lienz    | Austria | SL         |

Legenda:

SL = slalom speciale

#### Coppa del Mondo - gare a squadre
- 1 podio:
  - 1 secondo posto

### Coppa Europa
- Miglior piazzamento in classifica generale: 41ª nel 2006
- 5 podi:
  - 1 vittoria
  - 3 secondi posti
  - 1 terzo posto

#### Coppa Europa - vittorie
| Data             | Località    | Paese    | Specialità |
| ---------------- | ----------- | -------- | ---------- |
| 19 febbraio 2015 | Bad Wiessee | Germania | SL         |

Legenda:

SL = slalom speciale

### Nor-Am Cup
- Miglior piazzamento in classifica generale: 58ª nel 2005
- 1 podio:
  - 1 secondo posto

### South American Cup
- Miglior piazzamento in classifica generale: 20ª nel 2014
- 1 podio:
  - 1 vittoria

#### South American Cup - vittorie
| Data              | Località             | Paese     | Specialità |
| ----------------- | -------------------- | --------- | ---------- |
| 14 settembre 2013 | Ushuaia Cerro Castor | Argentina | SL         |

Legenda:

SL = slalom speciale

### Campionati italiani
- 8 medaglie[5]:
  - 2 ori (slalom speciale nel 2011; slalom speciale nel 2014)
  - 2 argenti (slalom speciale nel 2007; slalom speciale nel 2016)
  - 4 bronzi (slalom speciale nel 2000; slalom speciale nel 2012; slalom speciale nel 2015; slalom speciale nel 2019)